# Чарлз Едвард Габбард

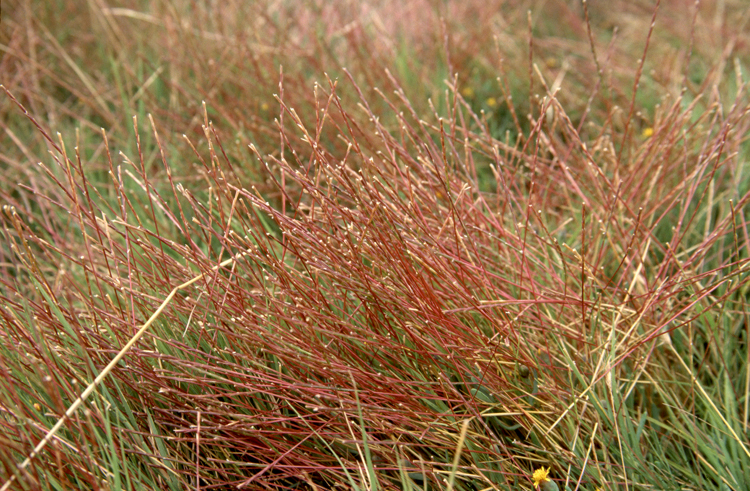
Вид Parapholis (Parapholis strigosa на зображенні) описаний Ч. Е. Габбардом у 1946 році.

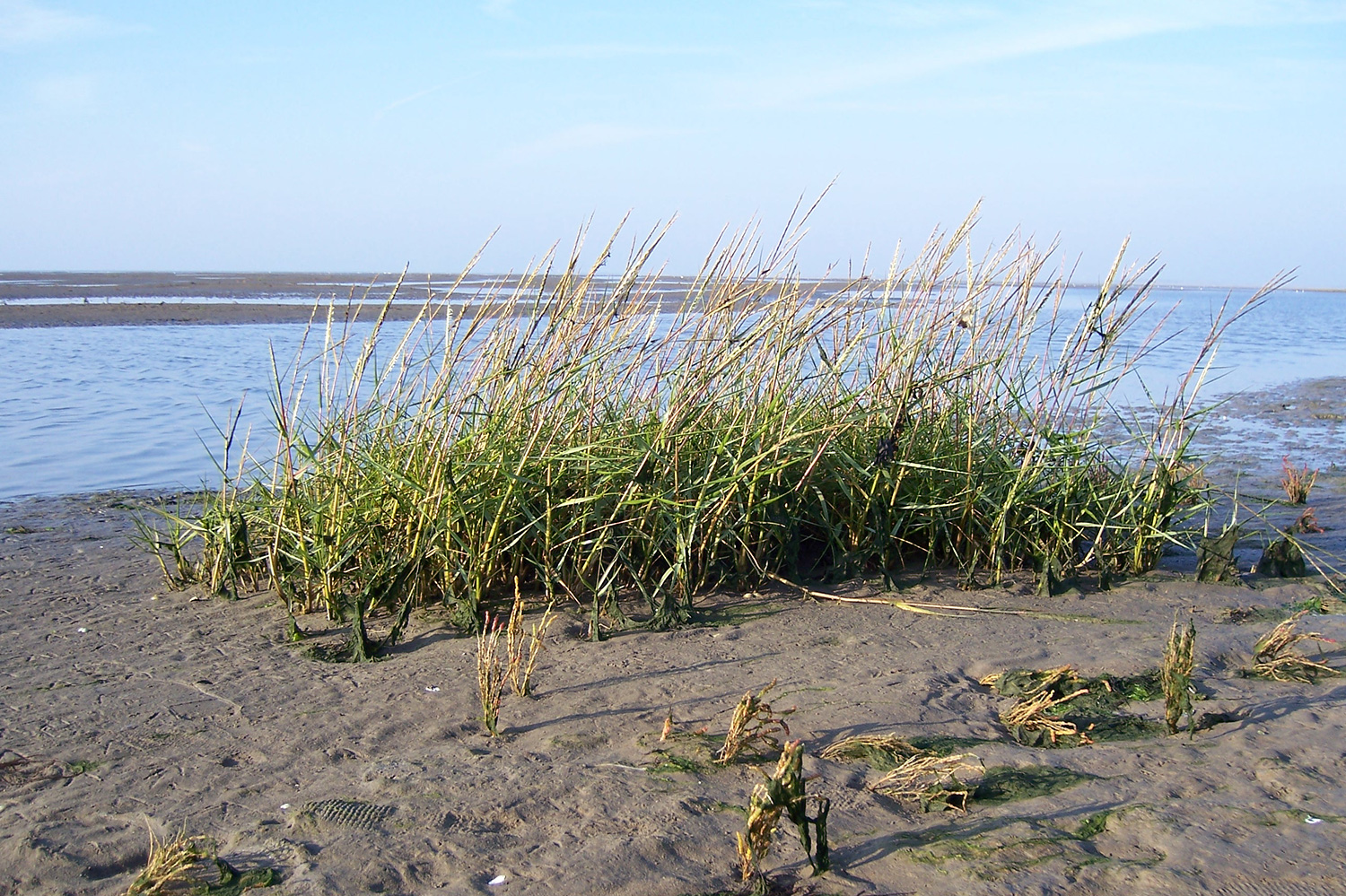
Морська трава Spartina anglica вперше офіційно описана Ч. Е. Габбардом у 1978 році.

Чарлз Едвард Габбард (англ. Charles Edward Hubbard; 23 травня 1900 — 8 травня 1980) — британський ботанік, визнаний «світовим авторитетом по класифікації та розпізнаванню трав».

## Біографія
Чарлз Едвард Габбард народився 23 травня 1900 року в Норфолку; його батько, якого теж звали Чарлз Едвард Габбард, був головним садівником у Appleton House.
У 1920 році Габбард поступив у Королівські ботанічні сади в К'ю, спочатку працював у дендрарії; у вересні 1922 року він отримав посаду в гербарії під керівництвом С. Т. Данна і у 1923 році почав там працювати. Чарлз Едвард був енергійним і талановитим молодим чоловіком, який почав вивчати трави. у 1957 році Габбард отримав посаду хранителя гербарію та бібліотеки в К'ю. Згодом він був призначений заступником директора Королівських ботанічних садів К'ю. У 1965 році Чарлз Едвард пішов у відставку і переїхав до Гемптона, поряд з К'ю. Він був нагороджений медаллю Ліннея за його роботу як систематика трав. Габбард зробив значний внесок у ботаніку, описавши багато видів рослин.
Чарлз Едвард Габбард помер 8 травня 1980 року.

## Наукова діяльність
Чарлз Едвард Габбард спеціалізувався на насіннєвих рослинах.

## Окремі публікації
- 1940. Hubbard, CE; RE Vaughan. The Grasses of Mauritius & Rodriguez.
- 1948. Hutchinson, J; CE Hubbard. British Flowering Plants. Evolution & classification of families & genera, with notes on their distribution … & an account of the Gramineae × CE Hubbard.
- 1952. Hubbard, CE; EWB Redhead; P Taylor; WB Turrill; B Verdcourt. Flora of Tropical East Africa. Edits.: W. B. Turrill & E. Milne Redhead.
- 1958. Hubbard, CE; G Jackson; PO Wiehe. An Annotated Check List of Nyasaland Grasses, Indigeneous & Cultivated.
- 1968. Grasses (Pelican). Penguin Books Ltd. 464 pp. ISBN 0-14-020295-1.
- 1992. Grasses: A Guide to Their Structure, Identification, Uses & Distribution: v. 1 (Penguin Press Science). Ed. Penguin Books Ltd. 480 pp. ISBN 0-14-013227-9.

## Почесті
роди рослин Hubbardochloa P.Auquier (1980) родини Злаки був названий на його честь.
На його честь були також названі такі види рослин:
- Chenopodium hubbardii Aellen[8]
- Carex hubbardii Nelmes[9]
- Sauropus hubbardii Airy Shaw[10]
- Acacia hubbardiana Pedley[11]
- Pandanus hubbardii H.St.John[12]
- Acroceras hubbardii (A.Camus) Clayton[13]
- Digitaria hubbardii Henrard[14]
- Poa hubbardiana Parodi[15]
- Tristachya hubbardiana Conert[16]
- Festulpia × hubbardii Stace & R.Cotton[17]
- Ischaemum hubbardii Bor[18]
- Iseilema hubbardii Uppuluri[19]
- Lolium × hubbardii Jansen & Wachter ex B.K.Simon[20]
- Phleum hubbardii D.Kováts[21]
- Sporobolus hubbardii A.Chev.[22]
- Triodia hubbardii N.T.Burb.[23]